# Энтрерриос, Альберто
Альберто Энтрерриос (исп. Alberto Entrerrios; род. 7 ноября 1978, Хихон) — испанский гандбольный тренер; бывший гандболист, выступавший за испанские клубы и за сборную Испании.

## Карьера

### Клубная
Альберто Энтрерриос в 1998 году пришёл в клуб «Адемар Леон», где провёл 3 сезона. В 2001 году перешёл в «Барселону», где занял второе место в чемпионате Испании и занял второе место в кубке Европейской гандбольной федерации, проиграв «Килю». В 2002 году перешёл в «Сьюдад Реал», где провёл 9 сезонов и стал пятикратным чемпионом Испании (2004, 2007, 2008, 2009, 2010). В 2012 году перешёл в «Нант» из Франции. Закончил профессиональную карьеру после сезона 2015/16.

### В сборной
В сборной Альберто Энтрерриос сыграл 240 матчей, забил 726 голов. Чемпион мира 2005 и 2013 годов, бронзовый призёр Олимпиады в Пекине.

## Семья
Его брат Рауль Энтрерриос — также игрок испанской сборной по гандболу.

## Статистика
| Сезон     | Клуб  | Лига              | Матчи | Голы | 7-метр | Голы |
| --------- | ----- | ----------------- | ----- | ---- | ------ | ---- |
| 2012/13   | Нант  | Чемпионат Франции | 20    | 81   | 2      | 79   |
| 2013/14   | Нант  | Чемпионат Франции | 23    | 102  | 3      | 99   |
| 2014/15   | Нант  | Чемпионат Франции | 16    | 44   | 1      | 43   |
| 2015/16   | Нант  | Чемпионат Франции | 18    | 55   | 0      | 55   |
| 2012—2015 | Итого | Чемпионат Франции | 77    | 282  | 6      | 276  |